# Rosamunde Pilcher
Rosamunde Pilcher (Lelant, Inglaterra; 22 de septiembre de 1924-Longforgan, Escocia; 6 de febrero de 2019), de soltera Scott, fue una escritora británica de novelas románticas. Con su obra Los buscadores de conchas abrió el cerco de lectores de novelas románticas, consiguiendo ser su primer superventas a nivel mundial.

## Biografía
Rosamunde Pilcher nació en Lelant, Cornualles (Reino Unido). Empezó a escribir a los 15 años. Al terminar sus estudios fue a trabajar como secretaria en la Armada en 1942 y se unió al Servicio Femenino de la Armada Real. Después empezó a trabajar para el ministerio de Relaciones Exteriores. En 1946 se casó con Graham Pilcher y se mudó a las afueras de Dundee, Escocia. Además de ser ama de casa y madre de cuatro hijos, escribió cuentos cortos y cuentos de amor para revistas femeninas desde la mesa de su cocina, con el seudónimo Jane Fraser.
Al principio fue un refugio frente a su vida diaria. El verdadero cambio en su carrera llegó en 1987 cuando escribió la saga familiar Los buscadores de conchas. Desde entonces sus libros la han hecho una de las más exitosas autoras contemporáneas y han sido traducidos a muchos idiomas. Sus libros son especialmente populares en Alemania debido a que el canal oficial de televisión ZDF, produjo más de 60 de sus cuentos para la televisión. Tanto Pilcher como el director de programación de ZDF Claus Beling recibieron el Premio Británico de Turismo en 2002, por el efecto positivo sobre el turismo que tuvieron tanto sus novelas, como las versiones televisivas.
En 2002 fue nombrada oficial de la Orden del Imperio Británico.

## Obras
| Año  | Libro (Título en inglés)              | Título en español                     |
| ---- | ------------------------------------- | ------------------------------------- |
| 1955 | A Secret to Tell                      |                                       |
| 1965 | On My Own                             |                                       |
| 1967 | Sleeping Tiger                        | El tigre dormido                      |
| 1968 | Another View                          | Lazos profundos                       |
| 1971 | The End of Summer                     | Al final del verano                   |
| 1972 | Snow in April                         | Nieve en abril                        |
| 1973 | The Empty House                       | La casa vacía                         |
| 1975 | The Day of the Storm                  | Días de tormenta                      |
| 1976 | Under Gemini                          | Bajo el signo de Géminis              |
| 1978 | Wild Mountain Thyme                   | Tomillo silvestre                     |
| 1982 | The Carousel                          | Carrusel                              |
| 1984 | Voices in Summer                      | Voces de verano                       |
| 1985 | The Blue Bedroom and other Stories    | Alcoba azul y otras historias         |
| 1987 | The Shell Seekers                     | Los buscadores de conchas             |
| 1990 | September                             | Septiembre                            |
| 1991 | Flowers in the Rain and other Stories | Flores bajo la lluvia y otros relatos |
| 1995 | Coming Home                           | El regreso                            |
| 1996 | The Key                               |                                       |
| 1999 | Shadows                               |                                       |
| 2000 | Winter Solstice                       | Solsticio de invierno                 |

## Televisión
Sus novelas son especialmente populares en Alemania ya que la cadena ZDF (Zweites Deutsches Fernsehen) ha adaptado más de 100 de sus historias para la televisión con un gran éxito de audiencia. El director de progamación de ZDF, Claus Beling, y Rosamunde Pilcher fueron premiados con el premio British Tourism en 2002 por su promoción de las regiones de Cornualles y Devon. 
Las localizaciones para sus telefilmes incluyen el Prideaux Place, una mansión isabelina con grandes jardines en Padstow, la villa de St Germans, Port Eliot, el Hotel Duke of Cornwall, un edificio victoriano de 1863 en Plymouth; y paisajes de la costa de Chapel Porth.
La filmografía basada en historias de Rosamunde Pilcher está compuesta por más de 100 películas.